# Lineacja
Lineacja – uporządkowanie niektórych minerałów  w skałach magmowych i  metamorficznych wzdłuż linii o określonym kierunku. Dotyczy to liniowego ułożenia wydłużonych ziaren mineralnych (słupki, igiełki) wzdłuż linii o określonym przebiegu. Kryształy słupkowe lub igiełkowe ułożone są wzdłuż dłuższej osi lub niektóre minerały skupione są wzdłuż określonych kierunków.
Lineacja – w tektonice oznacza uporządkowanie w masie skalnej i jądrowej różnych efektów deformacji tektonicznych według określonych linii.